# Миния
Ми́ния (лит. Minija) — река на западе Литвы. Правый и самый нижний приток реки Неман.
Длина реки составляет 213 км, площадь водосборного бассейна — 2980 км². Средний расход воды в среднем течении — 15,4 м³/с.
Исток реки расположен на Жямайтской возвышенности (в озере Дидово). В устье сливается с Атматой, рукавом Немана, и образует дельту. Питание смешанное, преимущественно дождевое. На реке расположены города Гаргждай и Прекуле.

## Притоки
Основной приток — Саланта.
- Слева: Пала, Алантас, Жвелса, Аглуона, Вейвиржас, Тевяник[источник не указан 706 дней], Тянянис
- Справа: Саусдаравас, Бабрунгас, Мишупе, Салнатас[источник не указан 706 дней]